# 安祖·馬田·獲加
（1955年3月25日—）是一名退休職業籃球小前鋒，曾作為新奧爾良爵士隊員在NBA效力過一個賽季（1976年—1977年）。獲加出生於紐約長島市，就讀於尼亞加拉大學，並在1976年NBA選秀中第七輪被爵士隊選中。

## 外部連結
- 安祖·馬田·獲加在NBA（英语）
- 安祖·馬田·獲加在Basketball-Reference.com（NBA）（英语）
- 安祖·馬田·獲加在Sports-Reference.com（NCAA）（英语）
- 安祖·馬田·獲加在Sports-Reference.com（NCAA教練）（英语）
- 安祖·馬田·獲加在RealGM（英语）
- 安祖·馬田·獲加在Proballers（英语）